# Никифорово (городской округ Солнечногорск)
Никифорово — деревня в Московской области России. Входит в городской округ Солнечногорск. Население — 2 человека (2010).

## География
Деревня Никифорово расположена на севере Московской области, в восточной части округа, в 1 км к северу от Московского малого кольца А107 и в 6 км к востоку от федеральной автодороги M10 «Россия». Расстояние от центра города Солнечногорска — около 15 км, от Московской кольцевой автодороги — около 30 км.
К деревне приписано четыре садоводческих некоммерческих товарищества. Ближайшие населённые пункты — деревни Литвиново и Хоругвино.

## Население
| 1852 | 1859 | 1890 | 1899 | 1926 | 1966 |
| ---- | ---- | ---- | ---- | ---- | ---- |
| 41   | ↗44  | ↗85  | ↘39  | ↗85  | ↗123 |
| 1998 | 2002 | 2010 |      |      |      |
| ↘5   | →5   | ↘2   |      |      |      |

## История
Никифорово, сельцо 6-го стана, Г. Коновалова, крестьян 20 душ м. п., 21 ж., 6 дворов, 46 верст от Тверской заставы, просёлком.— Нистрем К. Указатель селений и жителей уездов Московской губернии, 1852
В «Списке населённых мест» 1862 года Никифоровка — владельческая деревня 6-го стана Московского уезда Московской губернии между Санкт-Петербургским шоссе и Рогачёвским трактом, в 46 верстах от губернского города, при пруде, с пятью дворами и 44 жителями (22 мужчины, 22 женщины).
По данным на 1890 год — сельцо Дурыкинской волости Московского уезда с 85 душами населения, в 1899 году 39 жителей. В 1913 году — 13 дворов, при селении находились имения Ю. К. Мартенс и С. И. Говорова — члена Московской уездной управы, составителя русской грамматики.
По материалам Всесоюзной переписи населения 1926 года — деревня Литвиновского сельсовета Бедняковской волости Московского уезда в 7 км от Ленинградского шоссе и 11 км от станции Поворово Октябрьской железной дороги, проживало 85 жителей (38 мужчин, 47 женщин), насчитывалось 17 крестьянских хозяйств.
С 1929 года — населённый пункт в составе Солнечногорского района Московского округа Московской области. Постановлением ЦИК и СНК от 23 июля 1930 года округа как административно-территориальные единицы были ликвидированы.
В 1929—1957 годах — деревня Литвиновского сельсовета Солнечногорского района. В 1957—1959 годах — деревня Литвиновского сельсовета Химкинского района. В 1959—1960 годах — деревня Пешковского сельсовета Химкинского района. В 1960—1963 и 1965—1994 годах — деревня Пешковского сельсовета Солнечногорского района. В 1963—1965 годах — деревня Пешковского сельсовета Солнечногорского укрупнённого сельского района.
В 1994 году Московской областной думой было утверждено положение о местном самоуправлении в Московской области, сельские советы как административно-территориальные единицы были преобразованы в сельские округа. С 1994 до 2006 года деревня входила в Пешковский сельский округ Солнечногорского района. С 2005 до 2019 года деревня включалась в Пешковское сельское поселение Солнечногорского муниципального района. С 2019 года деревня входит в городской округ Солнечногорск, в рамках администрации которого относится с территориальному управлению Пешковское.